# 35. pěší pluk
35. pěší pluk byla plzeňská vojenská jednotka, mezi lidmi všeobecně známá jako pětatřicátníci. Vojensky je znám jako císařsko-královský pěší pluk č. 35, posléze je za ČSR přejmenován na 35. pěší pluk a od roku 1920, po sloučení s 35. československým střeleckým plukem italských legií, jako pěší pluk 35. Od roku 1923 nesl čestný název „Foligno“. Vojenský útvar byl mnohokrát reorganizovaný, redislokovaný, rušený, obnovovaný a přejmenovaný.
Od 1. ledna 2004 navázala na historii pětatřicátníků jednotka Aktivní zálohy AČR Plzeňského kraje – pěší rota Krajského vojenského velitelství Plzeň. Po přečíslování a změně systému záloh na Aktivní zálohu je od 28. října 2010 oficiálně uznána jako jediný pokračovatel Pětatřicátníků v AČR.

## Vznik jednotky
Když na konci 17. století ohrožovali Evropu Turci, vzniklo v Rakousku mnoho nových vojenských jednotek. 8. ledna 1683 byl založen i plzeňský 35. pěší pluk. [zdroj?]

## Historie jednotky

### Habsburská monarchie
Když byla Evropa v poslední čtvrtině 17. století ohrožena náporem tureckých nájezdníků, vznikalo na jejím území mnoho nových vojenských útvarů. Nejinak tomu bylo i v habsburské monarchii, jejíž součástí bylo i České království. Tak se stalo, že 8. ledna 1683 byl českým a uherským králem a římským císařem Leopoldem I. založen legendární plzeňský 35. pěší pluk. Ten pomáhal habsburské monarchii a pozdějšímu Rakousku-Uhersku psát dějiny válek bezmála 270 let. Místo pro jeho kasárna vybral při návštěvě Plzně osobně císař Leopold I.[zdroj?].
Historie 35. pěšího pluku je opravdu bohatá. Již v roce svého založení zasáhl do obrany Vídně, kdy byla v podstatě rozdrcena turecká vojska a byl tak zamezen postup Turků dále do Evropy. V roce 1707 dobyli vojáci Neapol. Roku 1737 vydal císař Karel VI. první cvičební řád. Poté se pěchota začíná dělit na těžkou (řadovou z rakouských erbovních zemí) a lehkou (doplňovanou z Uher). Plzeňský pluk byl řadovým plukem a roku 1769 obdržel své řadové číslo 35. Nechyběl v bojích u Lovosic 1756, u Prahy v roce 1757 a v bitvě u Saragossy[zdroj?]. Roku 1771 byl 35. pěšímu pluku oficiálně přidělen odvodní okrsek Plzeňský kraj a štábní stanice v Plzni. Roku 1789 se 35. ppl. znovu účastnil tažení proti Turecku (spolu s Ruskem pod velením maršála Ernsta Gideona Laudona) a od 14. září také obléhání Bělehradu (monarchie zároveň válčila proti Prusku v Čechách). 30. září se Pětatřicátníci účastnili přímého dobytí srbské části města v sestavě polního zbrojmistra hraběte Clerfayta.
Od roku 1792 nesl 35. ppl. název Brentano a ač posádkou v Plzni, jeho doplňovacím okresem se kromě Plzeňska stal i haličský Tarnopol. Pochopitelně ani v napoleonských válkách (1792–1815) nemohl 35. ppl. zůstat stranou. Roku 1793 se podílel na první porážce francouzských revolučních vojsk v rakouském Nizozemí u Neerwinden. Mimo jiné absolvoval roku 1809 bitvu u Aspern-Essling (dnes část Vídně), kde se po celé řadě neúspěchů podařilo armádě arcivévody Karla ve dvoudenním střetnutí porazit a téměř zničit samotného Napoleona. Pronásledování zbytků ustupujícího nepřítele zabránila jen únava.
Plzeňský regiment byl přítomen v Bitvě národů u Lipska, jejíž operační plán vypracoval pozdější polní maršál hrabě Radecký, a jejíž průběh řídil kníže Karel Filip ze Schwarzenbergu jako vrchní velitel spojeneckých vojsk. 35. regiment se aktivně účastnil krvavé bitvy u Solferina roku 1859 a v Prusko-rakouské válce v létě roku 1866 byl zařazen v sestavě Severní armády v I. sboru v brigádě gmj. von Abeleho, spolu se 72. ppl. Bojoval spolu s Jizerskou skupinou u Mnichova Hradiště a Jičína. V samotné bitvě u Sadové tvořili „hoši jako květ“ zálohu a v samém závěru jako součást zadního voje statečně a efektivně kryli ustupující rakouskou armádu.

### Rakousko-Uhersko
14. prosince 1912 odjela část 35. ppl. na bosenskou hranici, kde panoval neklid z balkánské války, zatímco sociální demokraté uspořádali při této příležitosti v plzeňských ulicích bouřlivé demonstrace proti válce.
Uniformy Pětatřicátníků bylo možné zahlédnout ve všech významných bitvách, kterých se Rakousko-Uhersko zúčastnilo. Heslo na plukovním praporu – VYTRVÁME, DOKUD NEZVÍTĚZÍME – vedlo vojáky nejen vpřed, ale také z bitev zpátky domů.
V létě 1914 se Pětatřicátníci účastní 1. světové války a to na ruské frontě, v roce 1915 se vyznamenávají násilným přechodem řeky Dněstr. V roce 1916 je část pluku nasazena na italské frontě. 2.-3. července 1917 byly 35. ppl s 75. ppl v sestavě 37. brigády 19. pěší divize (polní podmaršálek Eduard Böltz) IX. sboru, poráženy u Zborova od čs. legionářské brigády. 35. ppl. ztratil 1800 mužů, neboť německé zálohy nenastoupily včas. Po bitvě zbývalo z 35. ppl. pouhých 50 Němců a 476 Čechů. Následně bylo porážky obou pluků zneužito k očerňování Čechů a k jejich nařčení ze zrady. Vyšetřování chování českých pluků u Zborova skončilo 11. října 1917 očištěním jejich cti. To již byl pluk doplněn a nasazen na italské frontě. Jeho III. prapor samostatně a hrdinsky bránil strategicky důležitou železniční trať do Terstu v prostoru Tolmeinu a byl později využit spolu s prapory berounského III/88 a píseckého IV/11 regimentu k výstavbě nového pěšího pluku č. 111.
Koncem války byly zbytky 35. ppl. staženy nazpět k Plzni, kde se, poté, kdy je poslední král a císař Karel Habsburský zprostil povinnosti přísahy, účastnily zajišťování nové české státnosti v tradičních zemských hranicích. 6. listopadu 1918 se náhradní prapor císařského 35. ppl. (550 mužů) vrátil do Plzně z Hermagoru a již 19. listopadu 1918 postoupil oddíl náhradní praporu 35. ppl pod velením plukovníka Viléma Slezáčka po chebské železnici do Plané a Mariánských lázní. Odtud se před sudetoněmeckou přesilou stáhl do Stříbra. 27.-29. listopadu posílen jednotkami z Klatov a Berouna postoupil proti Žihli, 6. prosince obsadil Blatno, 7. prosince Podbořany, 8. prosince Bečov nad Teplou a znovu Mariánské Lázně. 12. prosince vstoupil odd. 35. ppl. do Karlových Varů. 22.–23. prosince dokončil obsazení oblasti až po Ašský výběžek a přispěl k likvidaci provincie Deutschböhmen.
Na základě výnosu italského ministra války z 13. srpna 1918, byl 13. září 1918 v Itálii založen 35. ppl. čs. legií Foligno. Tento duální pluk se pak dne 8. prosince 1918 v Padově účastnil i oficiálního zakončení legionářské anabáze. 23. ledna 1919 vedl II. a III. prapor 35. ppl. Foligno pod velením kapitána Julia Aujeského pomocný úder na Těšínsku proti Polákům od Čadce přes Jablunkov k Bystřici. Po přeskupení 26.-27. ledna nastupoval na Těšín. Ve dnech 27. dubna – 10. července 1919 bojoval v sestavě 6. čs. střelecké divize na Slovensku. Rozpadem Rakouska-Uherska zanikl i císařsko-královský 35. pěší pluk.

### Republika Československá (RČS - První republika)
Již příštího roku, Výnosem MNO ze dne 21. 12. 1919, byly s platností od 1. ledna 1920 unifikovány a reorganizovány čs. jednotky. 35. ppl. se dočkal obnovení spojením s 35. ppl. Foligno italských legií a doplněním čerstvými odvedenci. V říjnu 1920 setrvávaly jeho části (tech. rota, I., II. a III. prapor) do ledna 1921 v Levoči, do března 1921 v Lovinobani, pak v Kladně a od 25. června 1929 v Kralovicích). 23. září 1935 byl III. prapor 35. ppl. přemístěn do Klatov. 2. února 1937 následovaly do Klatov technická rota a rota doprovodných zbraní a 25. března 1938 odešlo do Klatov i velitelství pluku, pomocná rota a I. prapor. K 1. prosinci 1938 byl do Klatov z Kralovic přemístěn i II. prapor a v Plzni zůstal jen náhradní prapor.
Poslední bojové nasazení pak proběhlo v září 1938 v rámci 2. plzeňské pěší divize. Se zbytky československé armády byl 31. července 1939 oficiálně rozpuštěn i 35. ppl. Mnozí jeho příslušníci však odešli do zahraničí bojovat proti okupantům na straně spojenců.

### Československá republika, ČSSR, ČSFR
Po osvobození v roce 1945 byl 35. ppl. v Klatovech obnoven a roku 1948 mu byl vrácen čestný přídomek Foligno. Pluk byl vzápětí přemístěn posádkou do Domažlic až do 1992. Do té doby však prodělal řadu přezbrojení, reorganizací a přejmenování. V padesátých letech 20. století začalo být místo klasického označení vojenských útvarů veřejně uváděno krycí číslování. Život jednotky pokračoval po druhé sv. válce takto:
- léto 1945 obnoven pěší pluk 35 Klatovy
- 3. 3. 1948 pojmenován pěší pluk 35 „Foligno“
- podzim 1948 přemístěn do Domažlic
- 9. 5. 1950 zrušen název „Foligno“ a propůjčen název „Čs. bojovníků ve Španělsku“
- 1. 10. 1954 reorganizován na 35. střelecký pluk „Čs. bojovníků ve Španělsku“
- 9. 5. 1955 přečíslován na 68. střelecký pluk „Čs. bojovníků ve Španělsku“
- 1. 10. 1958 reorganizován, přečíslován a přejmenován na 12. motostřelecký pluk „Juraje Jánošíka“
- 25. 3. 1970 zrušen název „Juraje Jánošíka“ a propůjčen název „Hronský“
- 31. 7. 1992 zrušen

### Česká republika

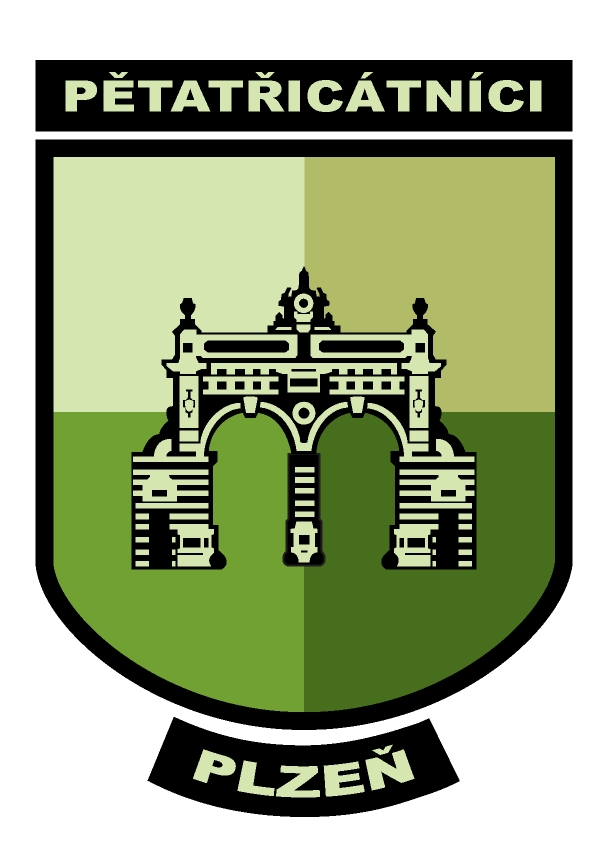
Neoficiální znak novodobých Pětatřicátníků

Roku 1993 na tradice 35. ppl oficiálně navázal 21. mechanizovaný prapor České armády. 8. května 2001 propůjčil prezident Václav Havel 21. mech. praporu čestný přídomek Pětatřicátníci. Pětatřicátníci zůstali sídlem ve VÚ Janovice nad Úhlavou. Opět se účastnili bojových misí, například v rámci mezinárodních sil v Bosně a v Kosovu, v místech, kde pětatřicátníci nejednou ve své historii bojovali a umírali. Tento útvar byl však v roce 2004 definitivně zrušen.
Od 1. ledna 2004 navazuje na bohatou historii pětatřicátníků jednotka Aktivní zálohy (tehdy ještě dobrovolné AZD) AČR Plzeňského kraje – 171. pěší rota. 
28. října 2010 již jako přečíslovaná jednotka, nástupce AZD, nově přejmenovaná Aktivní záloha AZ byla jednotka AZ KVV Plzeň na nám. TGM v Plzni oficiálně uznána jako jediný pokračovatel Pětatřicátníků v AČR a byl ji slavnostně předán bojový prapor. 
8. ledna 2023 byl požehnán bojový prapor jednotky AZ v plzeňské katedrále sv. Bartoloměje.
Téhož dne, v den 340. výročí založení původního pluku (8.1.2023), byl rotě udělen na náměstí Republiky, mezi katedrálou a radnicí, název Pětatřicátníci i oficiálně. 
Dnes tedy již vystupují pod oficiálním názvem AZ Plzeň Pětatřicátníci.

## Nejznámější bitvy 35. pěšího pluku
Osmansko-habsburské války
- 1683 Druhé obléhání Vídně
- 1683 Bitva u Vídně
- 1687 Bitva u Nagyharsány

Už v roce svého založení zasáhl významně do bojů při obraně Vídně. Jeho vojáci dobyli v roce 1707 Neapol, později dvakrát Bělehrad, nechyběli v bojích u Zaragozy, bitvě u Lovosic a ani v Bitvě národů u Lipska. Uniformy Pětatřicátníků bylo zkrátka možné zahlédnout ve všech významných bitvách, které Habsburská monarchie , Rakousko-Uhersko a Československo vedlo.

## Domov 35. pěšího pluku
Domovem 35. pěšího pluku byla Plzeň. Nebylo by ovšem spravedlivé zapomenout na druhou domovskou základnu, a to v městečku Kralovice v okrese Plzeň-sever. Obnoven byl po válce i v Klatovech, po přejmenování v 50. letech byl pluk přesunut na Domažlicko, v rámci redislokace skončil někdy kolem roku 1994 svoji aktivní službu na Slovensku. Později byla jeho zástava předána bojové jednotce z Janovic nad Úhlavou, která ale byla v roce 2004 zrušena. 
Dnes jsou Pětatřicátníci domovem v KVV Plzeň, teritoriálně však spadají pod celý Plzeňský kraj.

## Posádky pluku
- 1683 – 1684 Freiburg v Breisgau
- 1685 Kövarský obvod, Mukačevo a okolí Szatmar – Nemétu
- 1686 Virotice + Čechy
- 1687 Dolní Uhry + Sedmihradsko
- 1688 – 1689 Bělehrad + Demihradsko
- 1690 Bělehrad + Osek
- 1691 Lippa + Arva
- 1692 Lippa
- 1693 veszprimský komitét
- 1694 trenčínský komitét
- 1696 schwazský okres v Tyrolsku
- 1697 Petrovaraždin
- 1700 – 1701 Freiburg v Breisgau
- 1704 Sopremonto, Gavardo, Salo, Merano
- 1705 Carpendole
- 1707 – 1708 Gaeta
- 1715 – 1716 Uhry – šarišský, abauský a spišský komitét
- 1716 Košice
- 1717 Košice a abauský komitét
- 1718 Bánovce, Bělehrad
- 1718 – 1733 Uhry
- 1720 – Uhry a Srbsko
- 1734 Aqusnegra a Mantua
- 1737 – 1740 Sedmihradsko
- 2004 – dosud KVV Plzeň

## Majitelé pluku
- 1683 – vévoda Jiří Bedřich Württembersko-Stuttgartský (plukovník, generál, polní strážmistr)
- 1685 – Jan markýz de Spinola (plukovník)
- 1686 – Quido hrabě ze Stahrembergu (plukovník)
- 1688 – Karel Ludvík hrabě Archinto von Tayna (plukovník, generál, polní strážmistr)
- 1693 – Jan Martin Gschwind sv. pán von Pöckstein (generál, polní maršálek)
- 1721 – Jan Karel Trautson z Falkensteinu (generál, polní strážmistr)
- 1730 – Daniel sv. pán Fürstenbusch (plukovník, polní podmaršálek)
- 1739 – Karl August kníže Waldeck (polní podmaršálek, polní maršálek)
- 1763 – Jan Zikmund hrabě Macquire z Inniskillen (polní zbrojmistr)
- 1767 – dědičný princ Ludvík Hesensko-Darmstadtský (plukovník)
- 1774 – Patrick Olivier hrabě z Wallisu (generálmajor, polní maršálek)
- 1788 – Antonín sv. pán von Brentano-Cimarolli (generálmajor)
- 1793 – František sv. pán von Wenckheim (polní podmaršálek)
- 1794 – 1802 – bez majitele
- 1802 – Herkules Reginald Estenský, vévoda z Modeny (polní maršálek)
- 1803 – arcivévoda Maxmilián Josef Rakouský-d'Este (plukovník, polní maršálek)
- 1807 – arcivévoda Jan Nepomuk (plukovník)
- 1809 – Evžen hrabě Mercy-Argenteau (polní zbrojmistr)
- 1819 – 1822 – bez majitele
- 1822 – August sv. pán von Herzogenburg (generálmajor, polní podmaršálek)
- 1834 – Ferdinand sv. pán Fleischer von Eichenkranz (polní podmaršálek)
- 1842 – František hrabě z Khevenhüller-Metsche (polní podmaršálek, polní zbrojmistr)
- 1867 – Josef sv. pán Philipovič von Philippsberg (polní podmaršálek, polní zbrojmistr)
- 1890 – 1918 – Mořic sv. pán Daudlebsky von Sterneck (polní podmaršálek, polní zbrojmistr)
- 1918 - 1938 - Republika československá
- 1945 - 1992 - Československo
- 1993 - Dosud - Česká republika

## Velitelé pluku
| I. | II. | III. | IV. | V. |
| --- | --- | --- | --- | --- |
| - 1683-1685 vévoda Jiří Bedřich Württembersko-Stuttgartský (plukovník a majitel) - 1685–1686 Jan markýz de Spinola (plukovník a majitel) - 1686 Quido hrabě ze Stahrenbergu (plukovník a majitel) - 1687 František Ferdinand sv. pán Kucklaender (podplukovník) - 1688 Karel Ludvík hrabě Archinto von Tayna (plukovník a majitel) - 1690 hrabě Aspremont (podplukovník) - 1693 Jan Martin Gschwind sv. pán von Pöckstein (plukovník a majitel) - 1695 Heřman Kristian Gall von Gallenstein (podplukovník) - 1697 Albert sv. pán Scherzer von Kleinmühlen (podplukovník) - 1703 Jan Adam von Wetzel (plukovník) - 1705 Erhard sv. pán Žibřid (podplukovník) - 1705 Jan sv. pán Samnitz (podplukovník) - 1707 Cosa von Radisch (plukovník) - 1708–1716 Jan Goldacker (podplukovník, plukovník) - 1711 Ulrich (podplukovník ad interim) - 1717 František von Rampelshoven (podplukovník, plukovník) - 1721 Jan Karel hrabě Trautson von Falkenstein (plukovník a majitel) - 1724 hrabě Lasberg (plukovník) - 1729 Jan sv. pán Schiffer (podplukovník) - 1730 Daniel sv. pán Fürstenbusch (plukovník) - 1733 Jan sv. pán Schiffer (plukovník) - 1734 Arnošt Dětřich sv. pán Marschall (plukovník) - 1739 Ferdinand Filip hrabě Harsch (plukovník) - 1741 Kristián sv. pán Angern (plukovník) | - 1749 František von Logau (plukovník) - 1756 Filip Vilém sv. pán Biela (plukovník) - 1759 Antonín sv. pán Formentini (plukovník) - 1760 Josiáš Bellizari (plukovník) - 1763 Kristián hrabě Erbach (plukovník) - 1778 Leopold hrabě Strassoldo (plukovník) - 1783 Josef sv. pán Hannekart (plukovník) - 1788 Šimon von Wolf (plukovník) - 1794 František Ulbricht von Adelstein (plukovník) - 1796 Václav Nesslinger von Chölgengraben (plukovník) - 1797 Leopold sv. pán Dětřich von Adelsfels (plukovník) - 1797 Josef sv.pán Ulm (plukovník) - 1799 Jindřich Teschner (plukovník) - 1802 Čeněk hrabě z Morzinu (plukovník) - 1803 Arnošt sv. pán Eichler von Auritz (plukovník) - 1804 Josef von Bieber (plukovník) - 1808 Josef von Schaffer (plukovník) - 1813 Adam Geissen von Geissenbug (plukovník) - 1814 František Rueben von Ruebensburg (plukovník) - 1824 Antonín Bourguignon von Baumberg (plukovník) - 1828 Václav Tobiáš sv. pán Abele z Lilienbergu (plukovník) - 1834 Marek Hibler (plukovník) - 1837 Hynek sv. pán Zephyris von Greith (plukovník) - 1840 Karel Reiner von Lindenbüchl (plukovník) | - 1848 Antonín Dossen (plukovník) - 1849 Alois sv. pán hrabě Künigl von Ehrenbug a Warth (plukovník) - 1854 August Bolfras von Ahnenburg (plukovník) - 1855 Eduard Dienstl (plukovník) - 1859 Karel Vincenc z Windisch-Grätze (plukovník) - 1859 Josef Kamptner (plukovník) - 1865 Vilém sv. pán Baillou (plukovník) - 1870 František rytíř Schidlach (plukovník) - 1871 Eugen von Müller (plukovník) - 1872 Vilém Petzelt (plukovník) - 1874 Karel rytíř Schmedes (plukovník) - 1877 Josef Reicher (plukovník) - 1880 Anton sv. pán Waltherburg (plukovník) - 1884 Jindřich Wünsche (plukovník) - 1885 Edmund Finke (plukovník) - 1886 Hugo Fleck von Falkhausen (plukovník) - 1889 Bohdan Rassl (plukovník) - 1894 Mořic Perl (plukovník) - 1897 Alfred von Chizzola (plukovník) - 1900 Jindřich Kokoschinegg (plukovník) - 1908 Wilhelm Hecht (plukovník) - 1913 Johan rytíř von Mossig (plukovník) - 1915 Baumann (plukovník) - 1917 Josef Köppl (plukovník) |     | - 2004-2012 Michal Pecha Ing. (major) - 2013-2015 Miroslav Majer JUDr. (major) - 2015-2021 Ján Vištiak Ing. (major) - 2021–2024 Petr Křížek Ing. (kapitán) - 2024–dosud Jan Jílek Ing. (kapitán) |